# ترافيس تشايلدرز
ترافيس تشايلدرز هو سمسار عقارات وسياسي أمريكي، ولد في 29 مارس 1958 في بونفيل في الولايات المتحدة. نشط حزبياً في الحزب الديمقراطي. في انتخابات مجلس النواب الأمريكي 2006 ‏، انتخب عضو مجلس النواب الأمريكي ‏ عن دائرة Mississippi's 1st congressional district ‏ وقد انضم خلال فترته النيابية ‏ (13 مايو 2008 – 3 يناير 2009) للكتلة البرلمانية الحزب الديمقراطي وفي انتخابات مجلس النواب الأمريكي 2008 ‏، انتخب عضو مجلس النواب الأمريكي ‏ عن دائرة Mississippi's 1st congressional district ‏ وقد انضم خلال فترته النيابية ‏ (6 يناير 2009 – 3 يناير 2011) للكتلة البرلمانية الحزب الديمقراطي وانتخب عضو مجلس النواب الأمريكي ‏ (13 مايو 2018 – 3 يناير 2011).

## وصلات خارجية
- الموقع الرسمي